# 枢密院 (タイ)

枢密院（すうみついん、タイ語: สภาองคมนตรีไทย, sapha ongkhamontri thai）はタイの国王に任命された諮問機関である。枢密院はタイ王国憲法
が規定するように18人を超えない顧問官で構成されている。枢密院は枢密院議長の下で運営され、現在は元首相のスラユット・チュラーノンが議長を務めている。国王のみが顧問官全員を任命する。
憲法に基づき枢密院は多くの権限と責任（タイ国王とチャクリー王朝に関する全て）を与えられている。枢密院の事務所は、タイ王国バンコクプラナコーン区サナームチャイ通りの枢密院会館にある。
近年枢密院と議長は、特に政治に干渉していると非難されている。この非難は特に2006年のタイ軍事クーデターで軍部に対して枢密院が閉会したことに由来している。

## 歴史

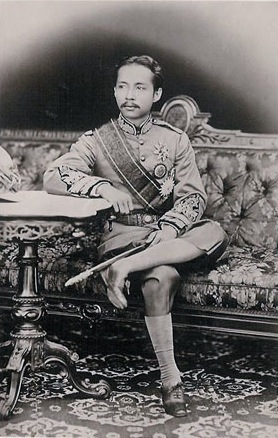
西洋人に教育を受けたラーマ5世は、最初のシャムの枢密院を創設した。

シャムの最初の枢密院は、ラーマ5世により1874年5月8日の勅令により創設された。西洋人に教育を受けた国王は、ヨーロッパの絶対王政を模倣することに熱中した。始めに2つの評議員会を創設した。一つは「シャム枢密院」（タイ語: ที่ปฤกษาในพระองค์、thi prueksa nai phra ong、48人で構成）、もう一つは「国家評議会」（タイ語: สภาที่ปรึกษาราชการแผ่นดิน、sapha thi prueksa ratchakan phaendin、12人で構成、後に「閣僚評議会」（タイ語: รัฐมนตรีสภา、ratthamontrisapha）と名称を変更する）である。後者が内閣の初期の形になったとはいえ、枢密院は法務を処理する為に創設された。
ラーマ5世は1910年に治世の初めに「国家枢密院」（タイ語: สภากรรมการองคมนตรี、sapha kammakan ongkhamontri）顧問官40名を任命した息子のラーマ6世に王位を譲った。治世の15年間に国王はソンクラーン（4月4日）頃に新たな顧問官を任命し続けることになる。1925年に死去した時には枢密顧問官は233名を数えた。
1925年に兄弟から王位を継承したラーマ7世は、当時の体制を完全に解体することを決め、代わりに3つの評議会を創設した。一つはシャム国最高評議会（タイ語: อภิรัฐมนตรีสภา、aphiratthamontrisapha、以前の国家評議会と動議で上級王子5人で構成した）、二つ目は「大臣評議会」（タイ語: เสนาบดีสภา、senabodisapha、元の閣僚評議会）、三つ目は国家枢密院であった。最高評議会がラーマ7世の主な諮問機関になったとはいえ、枢密院の役割は、余り重要でない法務を扱う機関に格下げされた。
1932年6月24日、人民党を名乗る集団が、軍とともにバンコクで権力を掌握した。参加者は一方的に議会制立憲君主制にシャムを変えシャム人民の為の憲法を国王に要求して絶対王政を廃止した。国王は同月「仮の」憲法を承認し、12月に恒久的なものと認めた。人民党は一度は権力の座にあって最高評議会と枢密院の廃止を決定した。大臣評議会をシャム人民委員会とともに置き換えた。
1947年シャム憲法が「国家最高評議会」と名称を変更してラーマ9世の下で枢密院を再編するまでの15年しか改革はもたなかった。この評議会は1947年から1949年まで存続し、顧問官は次の5名であった。
- Rangsit Prayurasakdi王子、チャイナット王子、評議会議長
- Dhanivat Bidyalabh Bridhyakon王子
- Longkorn Adireksorn Udomsakdi王子
- Phraya Manovaratsevi
- Adul Adulyadejchrat

2年後1949年タイ王国憲法の下で評議会は「タイ王国枢密院」（タイ語: สภาองคมนตรี、sapha ongkhamontriまたはคณะองคมนตรี、khana ongkhamontri）と改称した。現在の枢密院は、2007年憲法により創設された。

## 顧問官
現行憲法は枢密院は18人を超えない顧問官で構成すると規定している。枢密顧問官は国王の意思のみで任免されるが、顧問官を任命するには枢密院議長の副署がなければならない。
顧問官は党派に属してはならず、従って人民代表院、元老院、選挙管理委員会、オンブズマン、タイ国家人権委員会委員、憲法裁判所判事、行政裁判所判事、全国反汚職委員会委員、国家会計検査委員会委員、永続的な地位や永続的な俸給を得る公務員、国営企業の従業員、その他の国務に従事する者や政党の党員であってはならず、いかなる政党の利益も求めてはならない。
顧問官に任命されると、就任するには国王の臨席の下で下記の宣誓を行わなければならない。

「私（宣誓者の氏名）は、国王陛下への忠誠と国と国民の利害における義務を忠実に行うことを厳粛に宣言致します。あらゆる点でタイ王国憲法も支持し遵守致します。」

顧問官は終身制で、勅令により辞任したり解任される。

### 議長

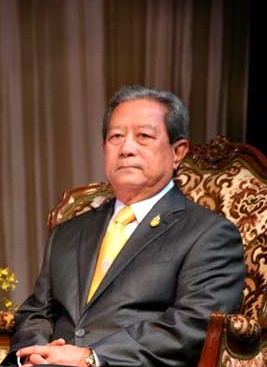
スラユット・チュラーノン陸軍大将：枢密院議長

タイの枢密院議長は、枢密院の長で筆頭顧問官である。国王が議長を任免する大権を保持していたが、国王のみが決定する他の顧問官に関する任免と違い国民議会議長は議長の任免に副署しなければならない。
| 役職               | 氏名                     | 政党         | 就任         |
| ------------------ | ------------------------ | ------------ | ------------ |
| タイ王国枢密院議長 | スラユット・チュラーノン | 退役陸軍大将 | 2020年1月2日 |

## 機能
2007年憲法は、枢密院に多くの役割と権限を与え、これは主として国家元首と国王を巡る問題に関係している。

### 摂政職
国王が何らかの理由で職務執行不能になり摂政を任命できなければ、枢密院は国民議会に相応しい王族の名前を伝え、その際投票で伝えるべき王族を承認しなければならない。摂政不在中は一時的に枢密院議長が摂政に成ることになる。この規定は摂政が職務不能になり義務を遂行できない場合にも適用される。この場合枢密院議長は一時的にその職務を交代することになる。

### 王位継承法
1924年王位継承法の改正について国王は改正案を枢密院に諮問しなければならない。国王が承認し署名すると、枢密院議長はこのような改正に副署することを国民議会議長に通知する。

### 空位
王位が空位になると枢密院は王位継承者の名前を内閣と国民議会に伝えなければならない。空位の間は（伝達以前）枢密院議長が一時的に摂政になる。

### その他の機能
この憲法から委任された機能とは別に枢密顧問官には別の役割がある。例えば枢密顧問官の立場を離れて顧問官は王室や王室の行う事業の枠内で他の義務を遂行できる。例えばチャオ･ナ・シーンワン博士が王室財産局局長であるとはいえ、顧問官数人がマヒドン財団の会員でもある。これとは別に顧問官は時に勅令に基づき公式の儀式に参列したり国王やチャクリー王朝の為に公務を行うことも可能である。

## タイの枢密院
2016年現在のラーマ10世の枢密院は、主として退役した軍の首脳と法曹界出身者で構成されている。
| 番号 | 氏名                                     | タイ式表記           | 任命           | 注                                         |
| 1    | スラユット・チュラーノン                 | สุรยุทธ์ จุลานนท์         | 2016年12月6日  | タイ王国枢密院議長 元首相（2006年–2008年） |
| 2    | カセーム・ワッタナチャイ                 | เกษม วัฒนชัย           | 2016年12月6日  | 元教育大臣（2001年）                       |
| 3    | パラーゴン・スワンナラット               | พลากร สุวรรณรัฐ        | 2016年12月6日  | 元内務副事務次官                           |
| 4    | アッタニティ・ディッタアムナート         | อรรถนิติ ดิษฐอำนาจ      | 2016年12月6日  | 元最高裁判所長官（2002年–2004年）          |
| 5    | スパチャイ・プーガーム                   | ศุภชัย ภู่งาม            | 2016年12月6日  | 元最高裁判所長官（2004年–2005年）          |
| 6    | チャリット・プックパースック             | ชลิต พุกผาสุข           | 2016年12月6日  | 元空軍司令官（2005年–2008年）              |
| 7    | パイブーン・クッムチャーヤー             | ไพบูลย์ คุ้มฉายา         | 2017年12月6日  | 元法務大臣（2014年–2016年）                |
| 8    | ダーポン・ラッタナスワン                 | ดาว์พงษ์ รัตนสุวรรณ      | 2016年12月6日  | 元教育大臣（2015年–2016年）                |
| 9    | チャランターダー・ガンナスート           | จรัลธาดา กรรณสูต       | 2016年12月12日 | 元農業・協同組合事務次官                   |
| 10   | ガッムパナート・ルットディト             | กัมปนาท รุดดิษฐ์         | 2016年12月23日 | 元議会議員（2014年–2016年）                |
| 11   | ポンテップ・ヌーテップ                   | พงษ์เทพ หนูเทพ         | 2017年6月8日   | 元国防副事務次官（2005年–2008年）          |
| 12   | チラーユ・イサラーングーン＝ナ＝アユタヤ | จิรายุ อิศรางกูร ณ อยุธยา | 2018年3月12日  | 元王室の局長官（2016年–2017年）            |
| 13   | アムポン・ギッティアムポン               | อำพน กิตติอำพน         | 2018年10月2日  | 元内閣官房長官（2010年–2016年）            |
| 14   | チャルムチャイ・シッティサート           | เฉลิมชัย สิทธิสาท        | 2018年10月2日  | 元陸軍司令官（2016年–2018年）              |
| 15   | チョーム・ルンサワーン                   | จอม รุ่งสว่าง           | 2018年10月2日  | 元空軍司令官（2016年–2018年）              |
| 16   | ヌラック・マープラニート                 | นุรักษ์ มาประณีต         | 2020年5月4日   | 元憲法裁判所長（2014年–2020年）            |

## 参照項目
1. ↑  日本経済新聞. (2020年1月8日). https://www.nikkei.com/article/DGXMZO54044420U0A100C2FF8000/+2020年1月9日閲覧。 {{cite news}}: |title=は必須です。 (説明)⚠⚠
2. ↑  http://kanchanapisek.or.th/ohmpc/pc-house.en.php
3. ↑  http://news.bbc.co.uk/2/hi/asia-pacific/5367936.stm
4. ↑  http://kanchanapisek.or.th/ohmpc/history.en.php
5. ↑  Constitution of Thailand
6. 1 2  2007年タイ王国憲法

- http://kanchanapisek.or.th/ohmpc/list.en.php - 現職の枢密顧問官の一覧（英語）
- http://kanchanapisek.or.th/ohmpc/history.en.php - 歴史的背景（英語）